# Boa Esperança (Espírito Santo)
Boa Esperança è un comune del Brasile nello Stato dell'Espírito Santo, parte della mesoregione del Noroeste Espírito-Santense e della microregione di Nova Venécia.